# Zalzala Koh
Zalzala Koh ou Zalzala Jazira est une petite île de la côte du Baloutchistan au Pakistan, émergée le 24 septembre 2013 à la suite d'un séisme et disparue en 2016.

## Toponymie
Après sa naissance, l'îlot est nommé Zalzala Koh (« montagne du séisme » en ourdou) ou Zalzala Jazira, également orthographié Zalzala Jazeera (« île du séisme »).

## Géographie
Zalzala Koh est un îlot de la mer d'Arabie, face au port de Gwadar au Pakistan, entre 350 m et 1 km au large. Visible depuis la côte, de forme ovale, elle mesurerait environ 100 m de long sur 40 m de large pour 6 à 12 m de hauteur selon une équipe de la marine pakistanaise, bien que ces mesures ne soient pas précisément vérifiées,,,,. Elle est partiellement composée de roches, mais constituée principalement de boue et de sable.

## Histoire

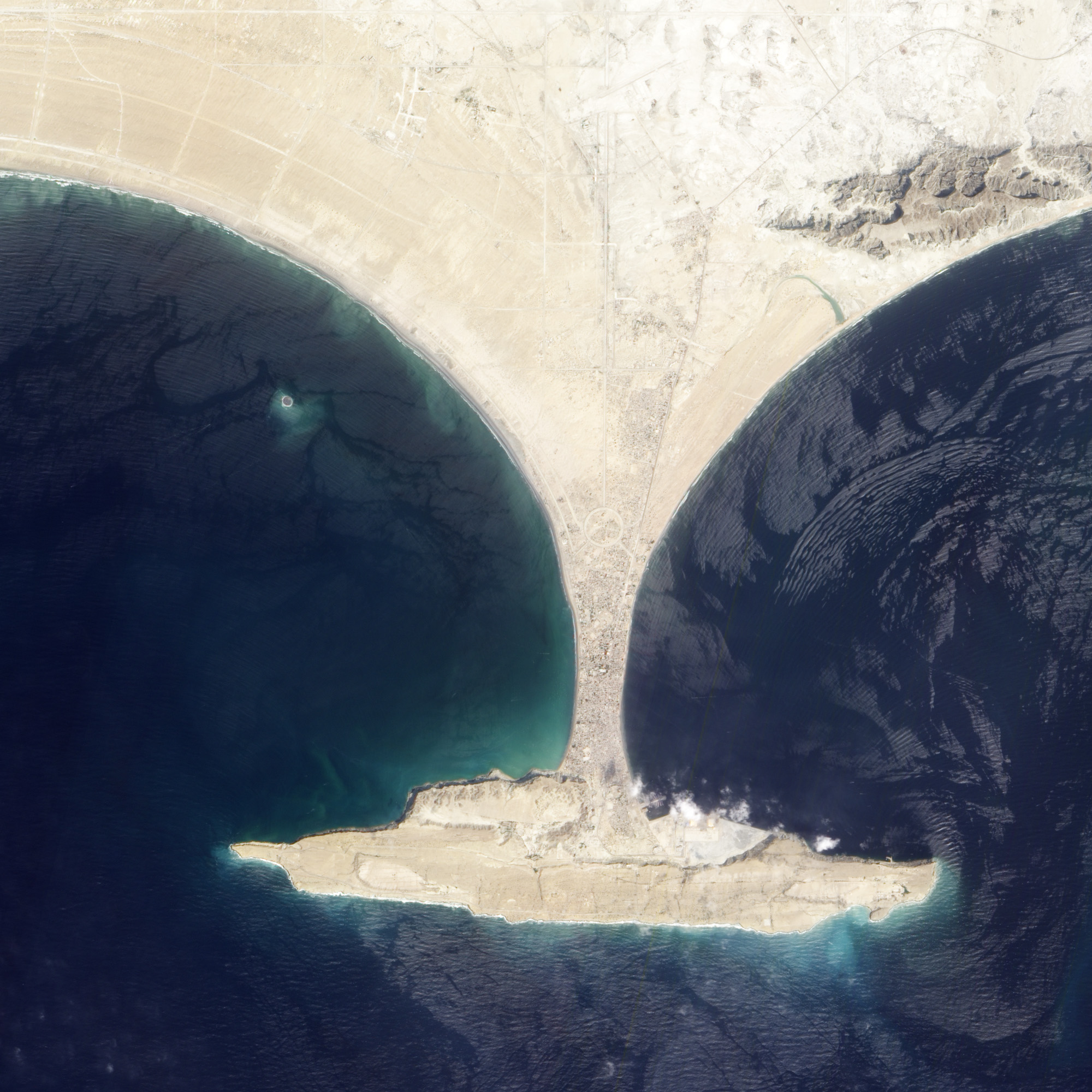
Image satellite de la péninsule de Gwadar avec Zalzala Koh dans la baie au nord-ouest, le 26 septembre 2013 soit le surlendemain de son émersion.

Zalzala Koh émerge le 24 septembre 2013 à la suite d'un important séisme au Baloutchistan de magnitude 7,7, bien qu'à 400 km de l'épicentre. Cette émergence pourrait être provoquée par un volcan de boue, poussant un amoncellement de détritus à la surface de l'eau. Selon les sismologues, ce monticule est provisoire et est appelé à se désagréger rapidement avant de disparaître sous la surface de l'océan.
Selon Ali Rashid Tabriz, directeur de l'Institut national océanographique du Pakistan (en), l'émergence de l'île serait provoquée par un dégagement de méthane par le fond marin. Les membres de l'Institut sur place ont constaté que des bulles de méthane remontent à la surface de l'île et s'enflamment à l'approche d'une allumette.
Dans la région, des dépôts de clathrates — comportant une part importante de méthane — existent sous 300 à 800 m de sédiments comprimés. Après un tel séisme, les hydrates de méthane pasent d'une forme solide à une forme gazeuse grâce à la chaleur provoquée par la friction, et soit poussent les sédiments suffisamment vers le haut pour créer des fissures à travers lesquelles ils s'échappent, soit passent par des fissures provoquées par le séisme lui-même. La liquéfaction du fond marin est un autre facteur possible, permettant à des sédiments suffisamment fins de se comporter comme un liquide et de remonter à travers les fissures. La région comporte plusieurs volcans de boue et ceux-ci sont courants à proximité des zones de subduction.
Le contre-amiral Mohammed Arshad confirme le caractère éphémère de l'île, expliquant que d'autres îlots sont apparus de la même façon avant de disparaître au bout d'un an,. Une telle île, Peer Ghaib, est apparue à deux reprises en 2004 et 2010 avant de retourner sous les flots. D'autres îles similaires sont apparues en 1945, 1999 et 2001,.
De fait, elle est en 2016 complètement engloutie,.